# GoedTV
GoedTV was een onafhankelijke nationale Nederlandse televisiezender. De naam stond voor Goede doelen en initiatieven, Ondernemen, Ethiek en Duurzaamheid.
GoedTV richtte zich op maatschappelijke thema's: oorlog, armoede, levensbedreigende ziektes, het mooie van de natuur.

## Geschiedenis
De zender werd opgericht door Ferry Ouwendijk en Hans Uittenbogaard.
In april 2006 begon men onder de naam Goede doelen TV met proefuitzendingen op lokaal niveau. Op 26 september 2007 veranderde de naam in GoedTV en werd er nationaal uitgezonden. Op 28 maart 2013 staakte Ziggo de distributie van GoedTV. Op 1 april 2015 staakte ook UPC de distributie van GoedTV, waarmee de zender haar nationale distributie verloor. De zender was vervolgens via de kabel alleen nog via Delta (Zeeland) en Caiway te zien. Via de website was landelijk nog wel een livestream van de uitzendingen te volgen. Op 6 december 2015 stopte GoedTV met de reguliere programmering via haar kanaal. Het hoofdgebouw van GoedTV was te vinden in Naaldwijk. 